# Beschermende atmosfeer
Bij het verpakken onder beschermende atmosfeer, ook wel MAP of Modified Atmosphere Packaging genaamd, worden gassen aangebracht binnen in de verpakking, waardoor het bederf van voedingswaren en medicatie langzamer gaat dan bij verpakken met gewone lucht. De meest gebruikte gassen zijn koolzuurgas, zuurstof en stikstof.
Afhankelijk van de aard van het bederf dat moet worden tegengegaan worden verschillende soorten gassamenstellingen gebruikt, bijvoorbeeld:
- tegen ontwikkeling van micro-organismen: mengsels met veel CO2 en de afwezigheid van O2 om de aerobische ontwikkeling tegen te gaan;
- tegen oxidatie en bruinkleuring van fruit: mengsels met weinig zuurstof (zie ULO-bewaring);
- voor het behoud van de rode kleur van vlees: mengsels met veel zuurstof.
- voor het behouden van de knapperigheid van groenten: aanwezigheid van zuurstof.